# Mickaël Cozien

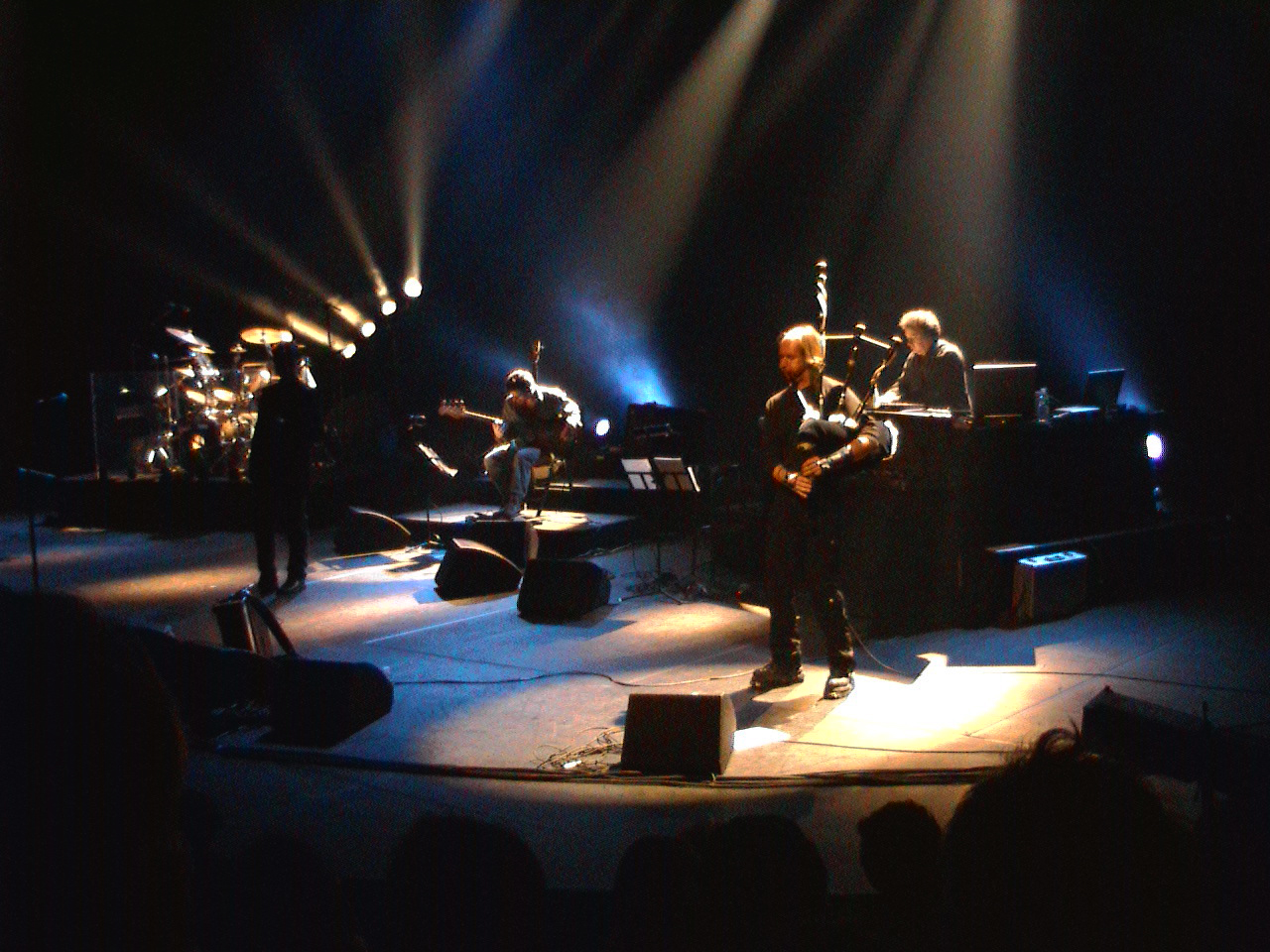
Mickaël Cozien avec Denez Prigent au Théâtre de la Ville de Paris en octobre 2004.

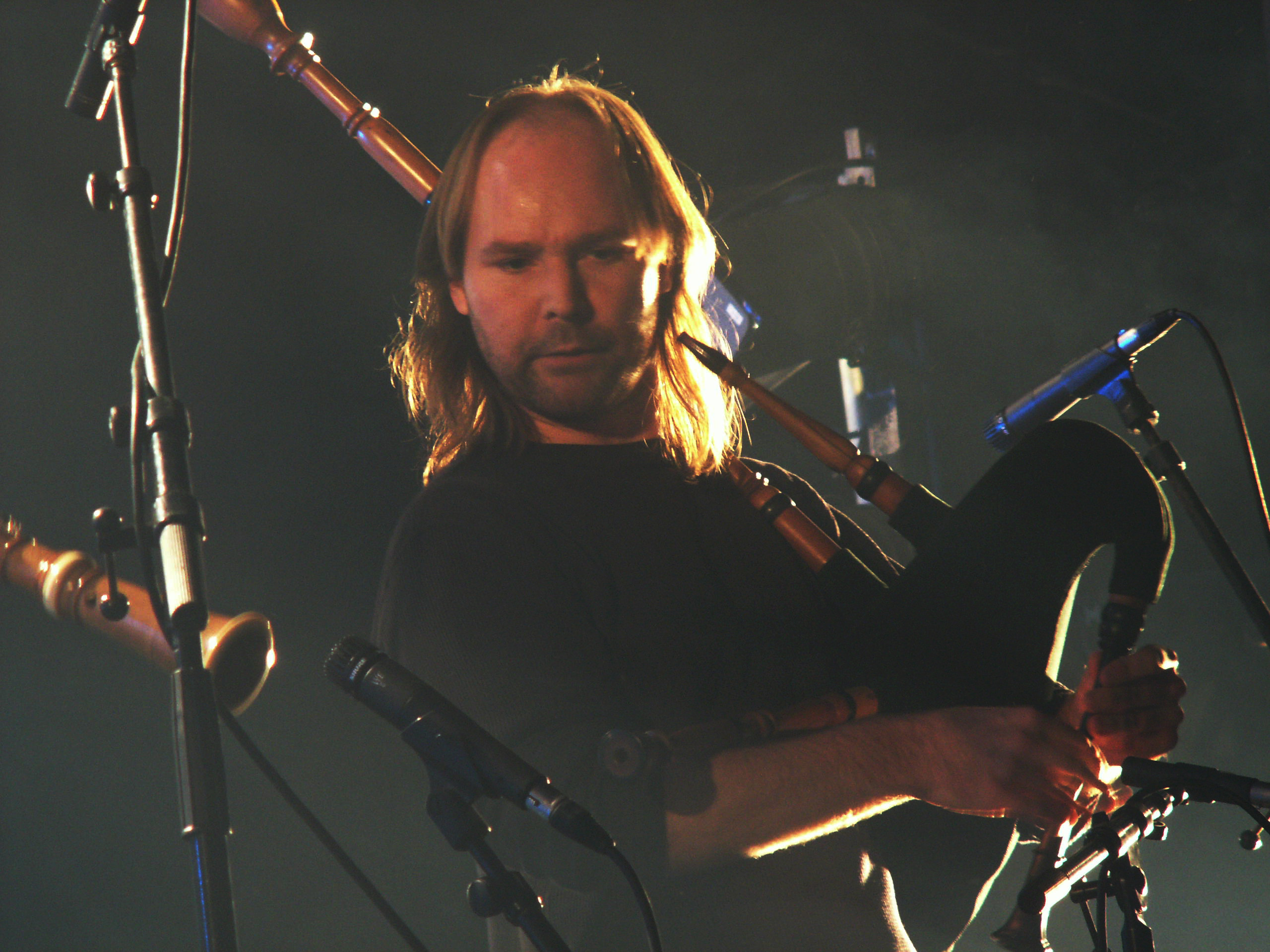
Mickaël Cozien avec Denez Prigent au Yaouank 2005 à Rennes.

Mickaël Cozien est un musicien français. Joueur de cornemuse écossaise, gaita, biniou et cornemuse du Poitou, il est aujourd'hui professeur de cornemuse à l'école municipale de musique de Villenave-d'Ornon en Gironde (33).

## Biographie
Mickaël Cozien est né en 1973 à Brest. Issu du Centre Breton d’Art Populaire de Brest, il fait ses premières armes au Bagad Plougastell et à la Kevrenn Brest-Sant-Mark, dont il dirige alors le pupitre cornemuse. Entre 1988 et 1993, il remporte les principaux concours de soliste de cornemuse écossaise en Bretagne.
Depuis 1994 il se consacre principalement à la scène au sein des groupes Triskell (1994), David Pasquet Group (2005), Wig A Wag (2006), et avec le chanteur Denez Prigent de 1998 à 2007. Il participe également à de nombreux enregistrements avec des chanteurs tels que Gilles Servat,  Laurent Voulzy, Alpha Blondy, Gwennyn…
Avec ces différents groupes, il participe à de nombreux festivals : Vieilles Charrues, Francofolies, Paléo Festival, Tombées de la nuit, Transmusicales, Festival de Cornouaille, Festival interceltique de Lorient, et joue sur les plus grandes scènes : Stade de France, Bercy, Zénith, La Cigale, Bataclan...

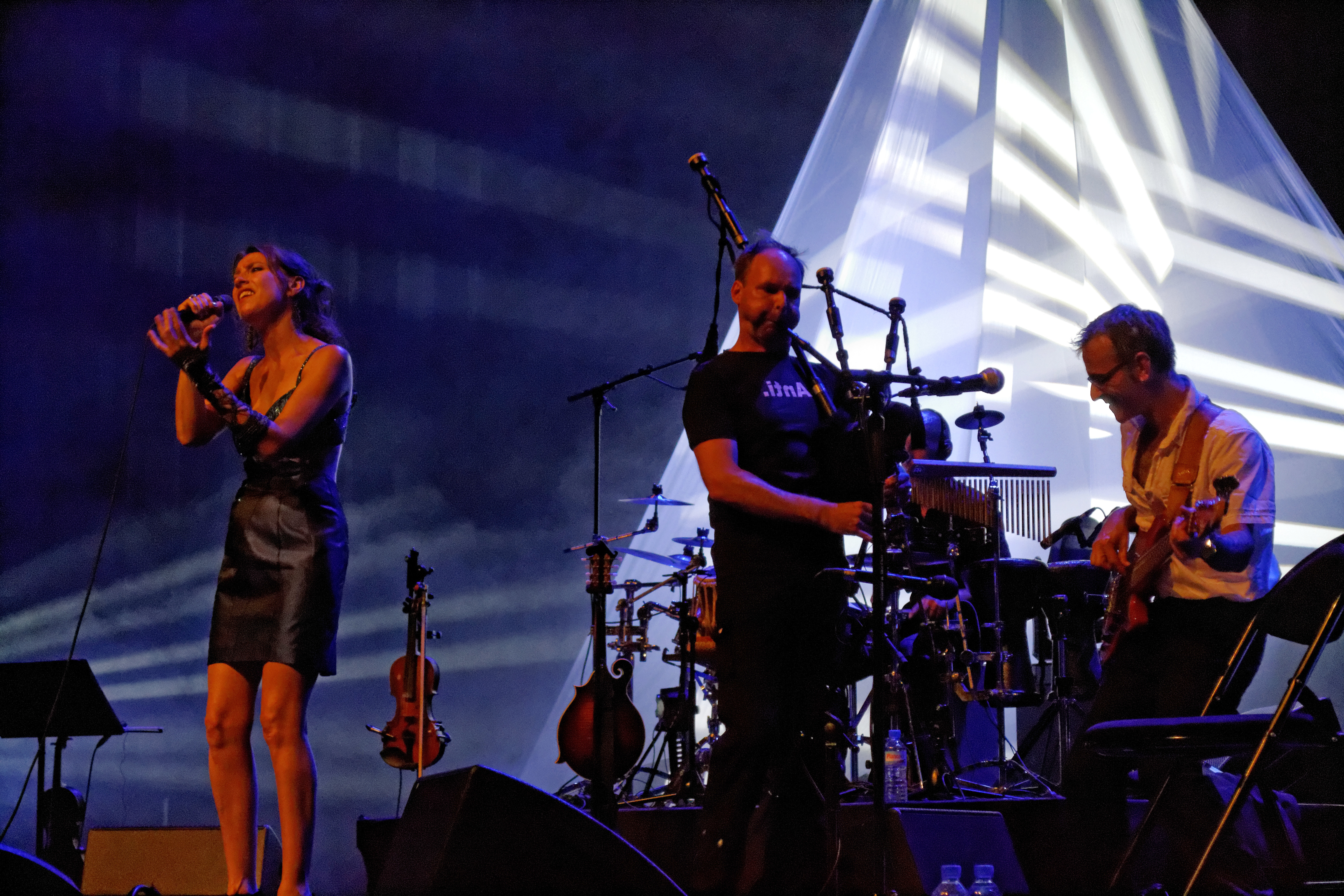
Invité au concert de Gwennyn à Quimper en 2014

Il explore différents univers musicaux : traditionnel (Triskell, Aquitaine Highlanders Pipe Band), électro (RO3), rock (David Pasquet Group), world (Wig A Wag), rap (Manau) et dernièrement musique ancienne Les Witches et le groupe Hap Bazard. Il est souvent invité dans des ensembles de musique classique ou contemporaine comme Les Siècles, l'Orchestre de Bretagne, Ars Nova et Erwan Keravec.
Mickaël Cozien est également très intéressé par l'enseignement et c'est ainsi qu'en 2006, il obtient son DE (Diplôme d'État) de musiques traditionnelles et en 2011, son CA (Certificat d'Aptitude) de musiques traditionnelles. Aujourd'hui, il enseigne à Villenave d'Ornon et au Conservatoire à Rayonnement Régional Jacques Thibaud de Bordeaux.

## Discographie
- 2024 : In C, 20 sonneurs (avec Erwan Keravec[7])
- 2023 : Sonneurs 2 (avec Erwan Keravec[7])
- 2022 : Eternity (avec Alpha Blondy)
- 2022 : Concertos et Bagatelles de Bernard Cavanna
- 2018 : A l'agité du bocal de Bernard Cavanna, (avec Ars Nova)
- 2017 : Au Pays des Porteurs de Kilt, Contes de Fiona Macleod - Ed. Oui Dire
- 2017 : In Nomine (avec Les Harpies)
- 2017 : Sonneurs (avec Erwan Keravec[7])
- 2015 : Celtique d'aujourd'hui (avec Manau)
- 2014 : KOHLHAAS, (avec Martin Wheeler et Les Witches) : César 2014 de la « meilleure musique originale »
- 2013 : #6 (avec Wig A Wag)
- 2009 : Mammenn (avec Gwennyn)
- 2009 : Ni Zo (avec Wig A Wag)
- 2008 : Manuscrit Suzanne Van Sodt (avec Les Witches) : Diapason d'or du mois de septembre, Choc du Monde de la Musique du mois de septembre et Choc de l'Année du Monde de la Musique.
- 2007 : Jah Victory (avec Alpha Blondy)
- 2007 : Sa différence (avec David Pasquet)
- 2006 : Wig A Wag (avec Wig A Wag)
- 2006 : Les Bretons fêtent la St Patrick - Bercy 2005
- 2003 : Sarac'h (avec Denez Prigent) : Grand prix du disque du Télégramme
- 2003 : Le Voyage Commence à Peine (avec Maxime Piolot)
- 2003 : Onirica (avec Röm)
- 2003 : Telenn Vor (avec Triskell)
- 2002 : Avril (Edition de Luxe) (avec Laurent Voulzy)
- 2002 : Live Holl a-Gevret (avec Denez Prigent)
- 2002 : An Tour Tan (Collectif)
- 2002 : Ar Rouanez Wenn (avec l'Ensemble Choral Breton Anna Vreizh de Nantes)
- 2001 : Bretagne Cornemuse Aventures (Collectif)
- 2001 : Vague de Lune (avec Jean-Luc Roudaut)
- 2000 : Irvi (avec Denez Prigent) : Choc du Monde de la Musique - Nomination aux Victoires de la Musique 2001
- 1998 : Tri miz noz (avec Denez Abernot)
- 1998 : Stered Aour (avec Ffran May & Jean-Luc Roudaut)
- 1997 : Más que un Oficio (avec Paco Diez)
- 1997 : Daou (avec Triskell)
- 1996 : War Varc'h d'ar Mor (avec Triskell & L'ensemble choral Mouez ar Mor)
- 1996 : Chansons Trad' pour Demain (avec Yvon Etienne)
- 1994 : Breton Connection (avec George L. Jouin)
- 1994 : Harpes Celtiques (avec Triskell)
- 1994 : A-raok mont kuit (avec Gilles Servat)
- 1993 : Jeanne d'Ham (avec Maxime Piolot)
- 1992 : Berceuses Pour les Vieux Enfants (avec Patrik Ewen)
- 1990 : La Passion Celtique (avec Christian Desbordes)